# یاکوب اشترایتل
یاکوب اشترایتل (به آلمانی: Jakob Streitle) بازیکن فوتبال و مدافع اهل آلمان است که از سال ۱۹۳۸ میلادی عضو تیم ملی فوتبال آلمان بوده‌است. وی در ۱۵ بازی ملی حضور داشته است و آخرین بازی ملی خود را در سال ۱۹۵۲ میلادی انجام داد. یاکوب اشترایتل در بازی‌های ملی‌اش ۱ گل به ثمر رساند.